# Líška (Wielka Fatra)
Líška (1445 m) – wzniesienie w Wielkiej Fatrze na Słowacji. Jest to trawiasty odcinek południowego grzbietu szczytu Krížna (1574 m). Na mapie zaznaczony jest jako wierzchołek z wysokością 1445 m, w istocie jednak jest to tylko niewielkie załamanie grzbietu – miejsce, w którym zmienia się jego stromość, a także kierunek.
Líška to trawiasty odcinek hali pokrywającej cały grzbiet i zbocza Krížnej. Południowe stoki Líški tworzą zbocza Tureckiej doliny, północno-wschodnie Hornojelenskiej doliny. Dzięki trawiastym obszarom Líška jest dobrym punktem widokowym. 

## Turystyka
Grzbietem Líški biegnie niebieski szlak turystyki pieszej ze wsi Stare Hory na szczyt Krížnej. W miejscu oznaczonym na mapie jako Líška 1445 dołącza do niego ścieżka z przełęczy Rybovské sedlo. Przez Líški na Krížną prowadzi jeszcze drugi szlak ze wsi Turecká.
   Stare Hory – Majerova skala – Pod Liškou – Líška – Krížna. Odległość 7,7 km, suma podejść 1094 m, suma zejść 2 m, czas przejścia 3:35 h, z powrotem 2:45 h,
  Turecká – Salašky – Pod Liškou – Líška – Krížna. Odległość 5,4 km, suma podejść 961 m, suma zejść 2 m, czas przejścia 2:55 h, z powrotem 2 h.